# Амдерминский район
Амдерминский район — административно-территориальная единица в составе Ненецкого национального округа Архангельской области РСФСР, существовавшая в 1940—1959 годах.
Амдерминский район был образован 11 июля 1940 года из части территории Большеземельского района. Административным центром района стал посёлок Амдерма. На 1 января 1945 года территория района составляла 64,3 тыс. км².
В 1947 году в состав района входили рабочий посёлок Амдерма и три сельсовета:
- Вайгачский островной сельсовет
- Карский сельсовет
- Юшарский сельсовет.[1].

14 августа 1957 года из Амдерминского района в Большеземельский был передан рабочий посёлок Хальмер-Ю.
В 1959 году Амдерминский район, как и все районы Ненецкого национального округа, был упразднён, а его территория перешла в прямое окружное подчинение.

## СМИ
Районная газета «Полярная Звезда» (до 1 ноября 1940 «Полярный шахтёр», издавалась в Амдерме. Годы издания 1937—1959..